# جامعة كارولاينا الجنوبية
جامعة كارولاينا الجنوبية هي جامعة بحثية  عامة تقع في مدينة كولومبيا، كارولاينا الجنوبية.